# 聽診器

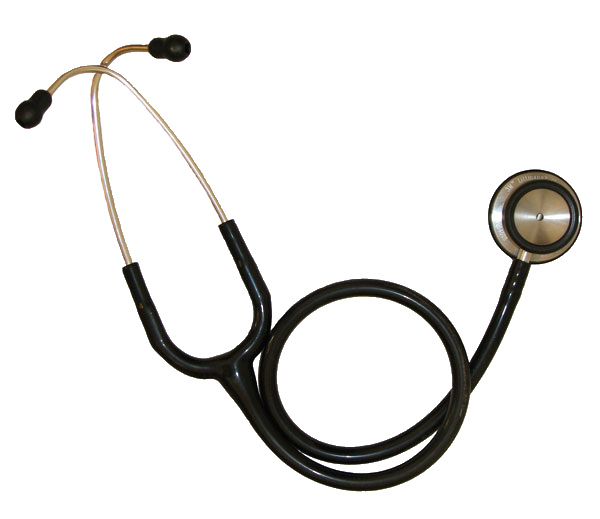
現代的聽診器

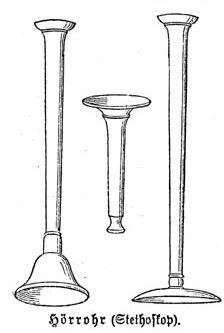
早期的聽診器

聽診器是一種醫學儀器，用以聆聽身體內的聲音，例如：心臟、呼吸及腸胃等等。聽診器由法国医生勒内·拉埃内克（Laennec）於1816年创造，於1819年公布。
听诊器是医生检查病人、诊断疾病的一种重要方法。听诊器主要由铜、橡胶管、弹簧片和听头等材料组成。听诊器更分“单用听诊器”、“双用听诊器”、“三用听诊器”、“立式听诊器”和“多用听诊器”等多种，用于在不同环境听诊不同状况的病人。听头也分多种，例如“扁形听诊头”用于听诊高音调的杂音；“大小双功能扁形听头”用于探测低频心音、小儿心音等；“钟形瞬诊头”可听到腹中胎儿心跳；“表式听诊器”用于听诊手腕的脉搏声响。

## 原理
听诊器的前端是一个面积较大的膜腔。而塞入耳朵的一端由于腔道细窄，气体震动幅度会比腔道大，可放大患者体内声波震动。听诊器应用了这个原理而制成。

## 历史
在听诊器还未发明以前，医生听诊一般采用“直接听诊”，即用耳朵隔着一条手巾直接贴着病人身体来“听诊”。这种方法有技术限制且不卫生。然而，从古希腊时代一直到近代一千多年，这种听诊方法毫无进展。
法国医師勒内·拉埃内克在1816年首先发明了听诊器的雏形。在1816年的一天，他为一名贵妇看病。由于贵妇十分肥胖，用传统的贴身听诊法不易诊断，也不宜直接用耳朵贴着其胸部来诊断。这时，他突然想起他曾经看过“一群孩子在玩耍时，一些小孩在圆木一端刮木头，而另一些孩子的耳朵无意间贴近了圆木另一端，突然高兴地欢呼‘听见了对面的声音’。”他顿时得到启发，将纸卷成一个圆筒，一端放在妇人心脏部位，一端贴在自己的耳朵上。他果然听见妇人心脏清晰的跳动声。
而后，根据这个原理，他创造出了一种与单耳式木质听诊器相似的听诊器。并于1819年将这个发明写进了《间接听诊法》一书。而经过层层改良，逐渐形成了现代的双耳听诊器。
Google於2016年2月17日更改其首頁的商標，以紀念勒内·拉埃内克235歲冥誕。